# Sleeper Cell (TV-serie)
Sleeper Cell är en amerikansk TV-serie som producerats för två säsonger. Den handlar om FBI-agenten Darwyn Al-Sayeed (Michael Ealy) som infiltrerar en islamistisk terrororganisation.